# Vietnamská Matka hrdinka

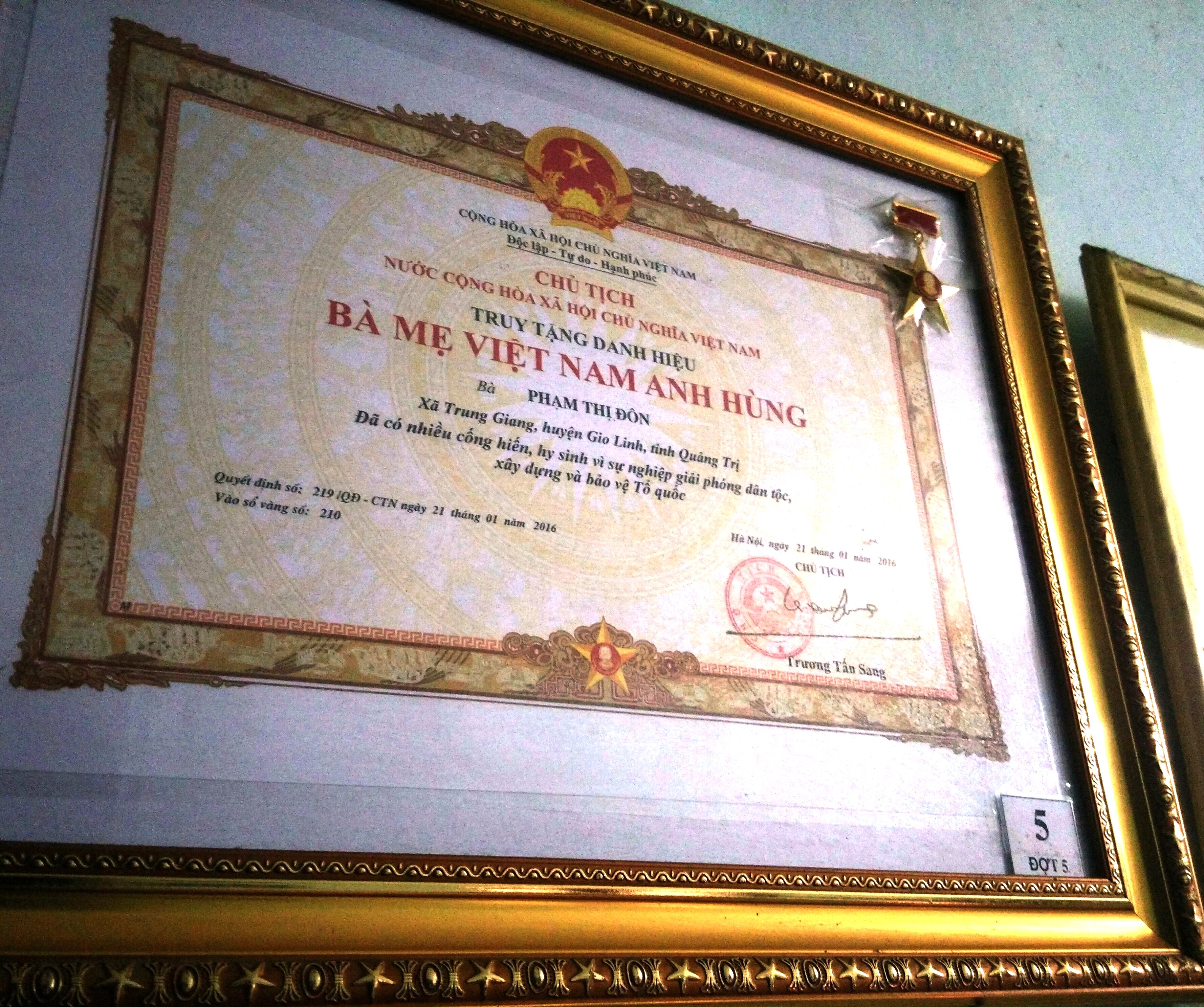
Certifikát o udělení čestného titulu Vietnamská Matka hrdinka

Vietnamská Matka hrdinka (vietnamsky Bà mẹ Việt Nam anh hùng) je vietnamský čestný titul udílený matkám za významný přínos a jejich oběť pro věc národního osvobození, národní výstavby a obrany a za plnění mezinárodních závazků. Ocenění může být uděleno i posmrtně. Udílí se v souladu s předpisy Stálého výboru Národního shromáždění Vietnamské socialistické republiky.
S přáním zvěčnit obraz vietnamských matek, které jsou popisovány jako odolné, ctnostné a schopné, procestovala umělkyně Dang Ai Viet za dobu deseti let Vietnam na motorce Charly a nakreslila během té doby 2400 portrétů vietnamských matek hrdinek, aby tak uchovala jejich odkaz pro budoucí generace.

## Historie
Tento čestný titul byl ustanoven Vyhláškou o čestném titulu Vietnamská Matka hrdinka dne 29. srpna 1994. Status vyznamenání byl upraven a doplněn Vyhláškou Stálého výboru Národního shromáždění Socialistické republiky Vietnam č. 05/2012/UBTVQH13 ze dne 20. října 2012 v souladu se zákonem z roku 2003.

## Pravidla udílení
Toto vyznamenání je udíleno matkám jejichž alespoň dvě děti se staly mučedníky (vojáky, kteří zemřeli v boji za vlast). Udíleno je i matkám, které mají pouze jedno dítě mučedníkem a jejichž druhé dítě je válečný veterán, který ztratil 81% své pracovní schopnosti. Udíleno je i matkám, pokud se mučedníkem stalo jejich jediné dítě. Udíleno je také matkám jejichž jedno dítě je mučedníkem a ona sama nebo její manžel jsou také mučedníky nebo matkám, jejichž jedno dítě je mučedníkem a samotné matky jsou zraněné veteránky, které ztratily 81% své pracovní schopnosti. Do těchto kritérií se započítávají jak děti biologické, tak adoptované, pokud jsou matky jejich zákonným zástupcem. Udílí se tak v souladu s předpisy Stálého výboru Národního shromáždění Vietnamské socialistické republiky.
Oceněným ženám kromě udělení titulu náleží i certifikát o jeho udělení, odznak a státem hrazený předávací ceremoniál (nebo státem hrazený pohřeb, pokud bylo vyznamenání uděleno posmrtně) a také vládní dotace.